# Râul Stoiceni
Râul Stoiceni este un curs de apă, în județul Maramureș, afluent al râului Costeni. 

## Hărți
- Harta județului Maramureș [nefuncțională]
- Harta muntii Gutâi  Arhivat în 4 martie 2016, la Wayback Machine.